# Mare de Déu del Roser de Baro
La Mare de Déu del Roser de Baro és una capella del terme municipal de Soriguera, a la comarca del Pallars Sobirà. Pertany al poble de Baro, dins de l'antic terme d'Estac.
Es troba en el nucli de Baro de Davall, a prop i a migdia de la carretera N-260 en el seu punt quilomètric 288,5.
És una església petita, sufragània de Sant Lliser d'Arcalís, d'època moderna. És d'una sola nau, amb absis inclòs en el rectangle de la nau, i amb un petit campanar de cadireta damunt de la porta, a la façana nord.